# Kolya
Kolya (Originaltitel: Kolja) ist ein tschechischer Film aus dem Jahr 1996. Regie führte Jan Svěrák. Das Drehbuch schrieb dessen Vater Zdeněk Svěrák, der auch die Hauptrolle übernahm. In der Rolle der Sängerin Klára spielt Libuše Šafránková, welche zuvor Hauptdarstellerin in dem Film Drei Haselnüsse für Aschenbrödel war.

## Handlung
František Louka, ehemals Cellist der Tschechischen Philharmonie in Prag, darf aus politischen Gründen zu Zeiten des Eisernen Vorhangs nur noch auf Beerdigungen spielen. Zu der kleinen Orchestergruppe gehört auch die Sängerin Klara, mit der František ein Verhältnis hat, wie auch bisweilen zu anderen jungen Musikerinnen. Aus Sehnsucht nach einem eigenen Trabant sowie zur Begleichung seiner Schulden lässt sich der unter chronischer Geldnot leidende 55-jährige Junggeselle dazu überreden, eine bezahlte Scheinehe mit einer Russin einzugehen, damit diese einen tschechoslowakischen Pass erhält.
Als seine Frischvermählte, die als Journalistin tätig ist, kurz darauf von einer dienstlichen Reise aus Westdeutschland nicht nach Prag zurückkehrt und ihren fünfjährigen Sohn Kolya bei ihrer Tante zurücklässt, gerät František in den Blick des Staates. Kurz darauf wird Kolyas Großtante mit einem Schlaganfall in ein Krankenhaus eingeliefert und Kolya zieht vorübergehend bei František ein. Durch den Tod der Großtante gerät Františeks Leben aus dem Takt, da er sich fortan um den Jungen kümmern muss. Dass dann auch noch die Staatssicherheit auf seine seltsame Ehe aufmerksam wird, verkompliziert seine Situation nur unwesentlich. František, der sich immer mehr mit dem Jungen anfreundet, flüchtet mit Kolya auf ein Dorf, als ihm zusätzlich das Jugendamt zusetzt.
Der Film endet schließlich mit der Samtenen Revolution und der Wiederzusammenführung von Kolya und seiner Mutter, die ihn nach Deutschland abholt. In der Schlussszene sieht man eine schwangere Klara und František als rehabilitiertes und gefeiertes Mitglied der Philharmonie.

## Hintergrund
Der Film, der in Prag gedreht wurde, feierte seine Premiere im Mai 1996 auf den Filmfestspielen von Cannes. Am 15. Mai 1996 lief er in den tschechischen Kinos an, wo er bis 1997 eine Besucheranzahl von 1.345.442 erreichte und damit ein sehr großer kommerzieller Erfolg in seinem Produktionsland wurde. 45 Wochen nach seiner Veröffentlichung hielt sich der Film noch immer unter den drei einnahmestärksten Filmen in den tschechischen Kinocharts. Aufgrund dieses Erfolges und des Oscar-Gewinnes im März 1997 folgten Kinostarts in zahlreichen anderen Ländern. In den Vereinigten Staaten, wo der Film am 26. Januar 1997 anlief, spielte Kolya über 5,7 Millionen US-Dollar ein. Während der Film in der deutschsprachigen Schweiz bereits am 4. April 1997 und in Deutschland am 17. Juli 1997 startete, folgte ein österreichischer Kinostart erst am 12. Dezember 1997. Mit Besucherzahlen von 624.373 bzw. 273.102 war der Film vor allem in Deutschland und Italien auch erfolgreich. Der Film wurde von Miramax mit einer FSK-12-Freigabe auf DVD veröffentlicht. Dabei war der Film die erste DVD-Produktion, die mit dem Regionalcode der Region 2 für West- und Mitteleuropa versehen wurde.
Die Rolle des Kolya, die von Andrei Chalimon gespielt wurde, wurde erst drei Wochen vor Drehbeginn besetzt.
Der Film ist der mittlere von  Jan Svěráks Trilogie der Lebensalter. Der erste Film der Trilogie ist Die Volksschule, der letzte Teil Leergut.

## Rezeption
„Ein 50jähriger Prager Cellist muß durch seine Scheinheirat die Verantwortung für einen fünfjährigen russischen Jungen übernehmen. Nur allmählich erliegt der vom Leben enttäuschte Mann dem Charme des Kindes und lernt, zu verstehen und zu lieben. Ein behutsam und warmherzig inszenierter Film.“

„Kolya packt die großen Gefühle in viele kleine aufmerksam beobachtete Szenen und versucht sich dort, wo baugleiche US-Produktionen mit emotionaler Wucht erobern wollen, in die Herzen des Publikums zu schleichen. Und das nicht ohne Erfolg.“

## Auszeichnungen
Der Film gewann zahlreiche Preise, darunter 1997 den Oscar als Bester fremdsprachiger Film. In derselben Kategorie gewann er 1997 den Golden Globe. Als Bester Film war Kolya bereits 1996 für den Europäischen Filmpreis nominiert, musste sich aber Lars von Triers Breaking the Waves geschlagen geben. Für den Satellite Award war der Film 1997 als Bester fremdsprachiger Film nominiert. Andrei Chalimon wurde als Bester Darsteller in einem fremdsprachigen Film und der Film selbst 1997 als Bester fremdsprachiger Familienfilm mit dem Young Artist Award ausgezeichnet.
Bei der Verleihung des tschechischen Filmpreises Böhmischer Löwe gewann der Film 1997 bei 13 Nominierungen in sechs Kategorien, als Bester Film, für die Beste Regie, das Beste Drehbuch, den Besten Schnitt, Andrei Chalimon als Bester Nebendarsteller und Libuše Šafránková als Beste Hauptdarstellerin. Zudem erhielt der Film den tschechischen Kritikerpreis.
Beim Tokyo International Film Festival 1996 gewann der Film den Großen Preis sowie den Drehbuchpreis. Bei den Filmfestspielen von Venedig erhielt er 1996 eine ehrenhafte Erwähnung.
Die Deutsche Film- und Medienbewertung FBW in Wiesbaden verlieh dem Film das Prädikat besonders wertvoll.